# Chambellay
Chambellay – miejscowość i gmina we Francji, w regionie Kraj Loary, w departamencie Maine i Loara.
Według danych na rok 2010 gminę zamieszkiwały 344 osoby, a gęstość zaludnienia wynosiła 26 osób/km².